# Das Volk
«Фольк» (нем. Das Volk — «Народ») — это ежедневная газета, выпускавшаяся в Берлине, Германия. Она была центральным печатным органом Социал-демократической партии Германии. Первый номер газеты «Фольк» был выпущен 7 июля 1945 года. «Фольк» стала второй газетой для рабочего класса, выпускавшейся в Берлине после Второй мировой войны. «Фольк» прислушивалась к призывам Коммунистической партии Германии к построению антифашистской, демократической Германии, парламентской демократической республики, и к объединению рабочего класса. Газета контролировалась «левыми» внутри социал-демократической партии, и поддерживала её слияние с коммунистической партией.
Отто Майер был главным редактором газеты. Во время основания газеты, заместителем её главного редактора был Энгельберт Граф, но Советская военная администрация в Германии (СВАГ) возражала против его присутствия на этом посту, и он был впоследствии с него снят. Макс Нирих и Пауль Уферманн были назначены заместителями главного редактора. В свой начальный период «Фольк» имела тираж в 50 000-100 000 копий. К сентябрю 1945 года он достиг 150 000, а в январе 1946 года — 250 000.
23 апреля 1946 года «Фольк» была заменена Neues Deutschland, органом Социалистической единой партии Германии, которая была создана из объединения Коммунистической и Социал-демократической партий Германии.